# Luis Huete
Luis Huete (Madrid, 1956) es un empresario y escritor español especialista en gestión internacional, administración y dirección de empresas. Profesor y asesor de equipos de alta dirección en empresas, tema sobre el que ha escrito doce libros.

## Trayectoria
Huete es licenciado en derecho desde 1978 por la Universidad de navarra y la Universidad de Murcia, máster en economía y dirección de empresas en 1982 por IESE Business School. Entre 1984 y 1986 realizó una estancia de investigación con un programa Fulbright en la escuela de negocios de Harvard y la Universidad de Boston. En 1988 leyó su tesis doctoral sobre estrategias y servicios en bancos comerciales y es doctor en Administración de Empresas por la Universidad de Boston. Su tesis fue premiada como la mejor tesis de 1988 en Estados Unidos por el Decision Science Institute de Atlanta.
Huete ha sido profesor invitado en la Escuela de negocios Harvard, en la ginebrina Thunderbird, la parisina Insead o la berlinesa European School Management and Technology (ESMT), entre otras muchas escuelas internacionales de negocio. También ha elaborado programas formativos para ejecutivos de alto nivel en escuelas de negocio en Lagos, en el Instituto Panamericano de Alta Dirección de Empresa de México, Argentina (IAE) o Brasil. Huete ha trabajado como investigador en la Escuela de negocios Harvard elaborando proyectos y publicaciones científicas. En la actualidad, participa en proyectos de investigación, conferencias y, desde 1982 es profesor de IESE Business School.
Trabaja como consultor y facilitador para ejecutivos y equipos directivos. Ha asesorado a empresas en más de setenta países, desde Kangra en Sudáfrica, Omnicom en Estados Unidos, Telefónica México, Telefónica Chile, Ajegroup, Graña y Montero, Grupo Breca en Perú, Banco Galicia, Randstad en Holanda, Adecco, Banco Santander, Cepsa, Enagas, Loewe, o Deloitte en Australia, entre otras.
Huete ejerce cargos directivos en varias empresas e instituciones como consejero o patrono. Es vicerrector y tesorero de la International Academy of Management, consejero en el comité de administración de Altia en España, patrono de la Fundación de Arte Contemporáneo MNAC entre otros.
Huete ha escrito 12 libros sobre la gestión empresarial y el liderazgo que están traducidos a tres idiomas, y escribe artículos en publicaciones especializadas en negocios. El libro de 2005 Servicios & Beneficios: la fidelización de clientes y empleados, la inteligencia emocional en los negocios se enfoca a la vinculación entre los directivos los clientes y los empleados. El libro de 2019 Vitaminas y vacunas para la empresa de hoy analiza las empresas como seres vivos que recorren su ciclo vital con nacimientos, crecimientos y fases de apogeo y declive. Otros títulos son Construye tu sueño, Liderar para el bien común de 2015 o Lideres que hicieron historia publicado en 2017.

## Publicaciones seleccionadas

###### Libros
- 2005 Servicios & Beneficios: la fidelización de clientes y empleados, la inteligencia emocional en los negocios. En colaboración con otros, editorial Deusto.[8]
- 2019 Vitaminas y vacunas para la empresa de hoy. En colaboración con otros, editorial Eiunsa.[9]

###### Artículos
- 2020 Cómo el COVID-19 está cambiando el perfil y la agenda de los consejeros delegados. El Economista (España).[10]
- 2020 El propósito: la gran oportunidad de hacer que el futuro importe. Business Review n.º 300.[11]
- 2020 Lloverán diamantes. IPG Mediabrands, el renacimiento emprendedor de una compañía que estuvo adormecida. Business Review n.º 305.[12]

## Reconocimientos
- 1988 premio Decision Science Institute en Estados Unidos, mejor tesis doctoral del año.[1]

- 2006 Who's who en el management español. Editorial Interbau, Contiene la biografía de catorce pensadores españoles, entre ellos Luis Huete.[5]